# Прато ала Драва (Болцано)
Прато ала Драва је насеље у Италији у округу Болцано, региону Трентино-Јужни Тирол.
Према процени из 2011. у насељу је живело 316 становника. Насеље се налази на надморској висини од 1144 м.